# Koepel Pekingtuin
De Koepel in de Pekingtuin  is een gemeentelijk monument in de Pekingtuin in Baarn in de Nederlandse provincie Utrecht.
Het functionalistische bouwwerk is opgetrokken uit beton en baksteen. De koepel heeft een gesloten achterwand met een forse luifel die gericht is naar het park. De koepel heeft een aanbouw tegen de westelijke zijgevel. Tegen de oostelijke zijgevel is een eenlaagse aanbouw waarin een Chinees restaurant is gevestigd. Het bordes heeft een bakstenen borstwering. Voor de muziekkoepel is een terras dat in een halve cirkel is beklinkerd. 
De koepel kreeg in 2023 de status van gemeentelijk monument omdat de koepel verwijst naar de historische ontwikkelingen van de Pekingtuin. De Pekingtuin hoorde oorspronkelijk bij de buitenplaats Villa Peking uit 1791. Dit huis werd in 1890 vervangen door een nieuw huis Peking aan de Javalaan 5. Het park bij deze huidige villa werd deels verkaveld voor villabouw. Het achter Peking gelegen deel bleef bestaan als Pekingpark en werd met de bouw van de koepel in 1948 feestelijk heropend. Het was in de negentiende eeuw een gegroeid gebruik om muziekgezelschappen en in parken en plantsoenen concerten te laten uitvoeren. In het landschappelijk aangelegde Pekingpark was de koepel dan ook een wezenlijk onderdeel.

## Muziektent op de Brink
Op de nabijgelegen Baarnse Brink staat een muziektent die bij gelegenheden, net als de koepel, als podium wordt gebruikt. Deze open muziektent werd in 1981 werd onthuld door koningin Juliana.